# Mistras
Mistras (também Mystras; em grego Μυστράς, Μυζηθράς) é uma cidade fortificada localizada sobre o monte Taigeto, na Lacónia, na Grécia. Encontra-se a cerca de 8 quilómetros a oeste da atual cidade de Esparta.

## História
Mistras foi a capital da região de Morea, um principado vassalo do Principado de Acaia, estabelecido em 1205 através da conquista de Constantinopla durante a Quarta Cruzada chamado de Despotado da Moreia. O Príncipe Guilherme II de Vilearduin, sobrinho do historiador da Quarta Cruzada Godofredo de Vilearduin, construiu um palácio em Mistras em 1249,
A região foi conquistada por Miguel VIII Paleólogo em 1262, após a tomada de Constantinopla em 1261, quando João Paleólogo, irmão de Miguel, pediu resgate por Guilherme aos demais príncipes latinos. Seguiu sendo a capital da região de Morea, governada por familiares dos Imperadores Bizantinos, mesmo com os venezianos mantendo o controle da costa e das ilhas adjacentes. Mistras e o resto de Morea chegaram a ser bastante ricas a partir de 1261, em comparação com o resto do império. Sob o governo do tirano Teodoro, converteu-se na segunda cidade mais importante do império, só atrás de Constantinopla, e o palácio de Guilherme II passou a ser a segunda residência imperial.
Mistras também foi o último centro da cultura bizantina: o filósofo neoplatônico Gemisto Pletão viveu na cidade até sua morte em 1452. Junto com outros acadêmicos de Mistras, tiveram grande influência sobre o Renascimento italiano, sobretudo depois que Gemisto acompanhou o imperador João VIII Paleólogo a Florença em 1439.
O último imperador bizantino, Constantino XI Paleólogo , foi tirano de Mistras antes de subir ao trono. Demétrio, o último déspota da Moreia, rendeu a cidade ao Império Otomano Maomé II, o Conquistador em 1460. Os venezianos ocuparam a cidade entre 1687 e 1715, mas esta seguiu sendo turca até 1832, quando foi entregue pelo rei Oto da Grécia à nova Esparta.
Em 1989, as ruínas (da fortaleza, palácio, igrejas e monastérios) foram declaradas Patrimônio Mundial da UNESCO.